# Peter Georg Palis

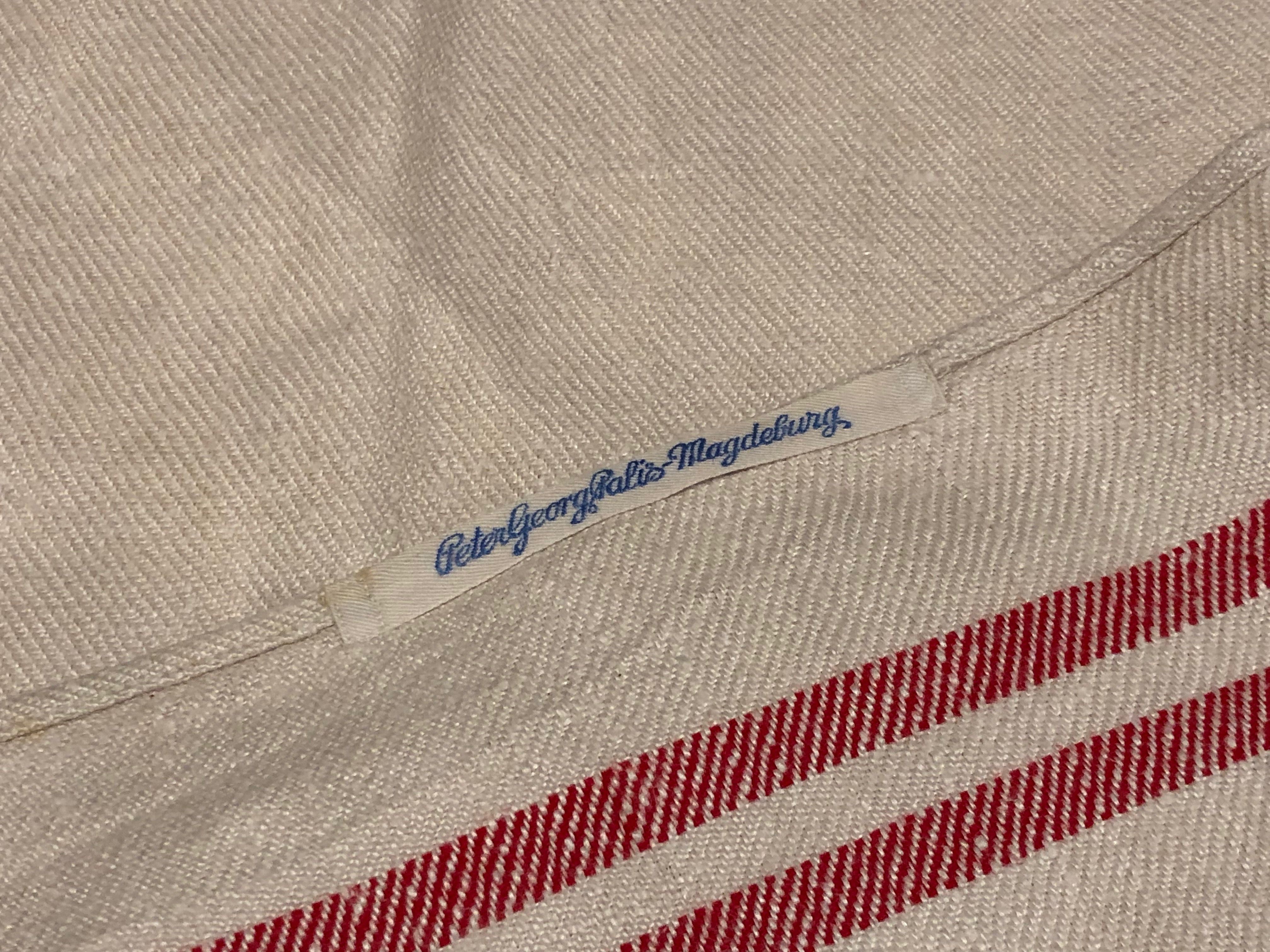
Aufgebrachter Firmenname auf gesticktem Band

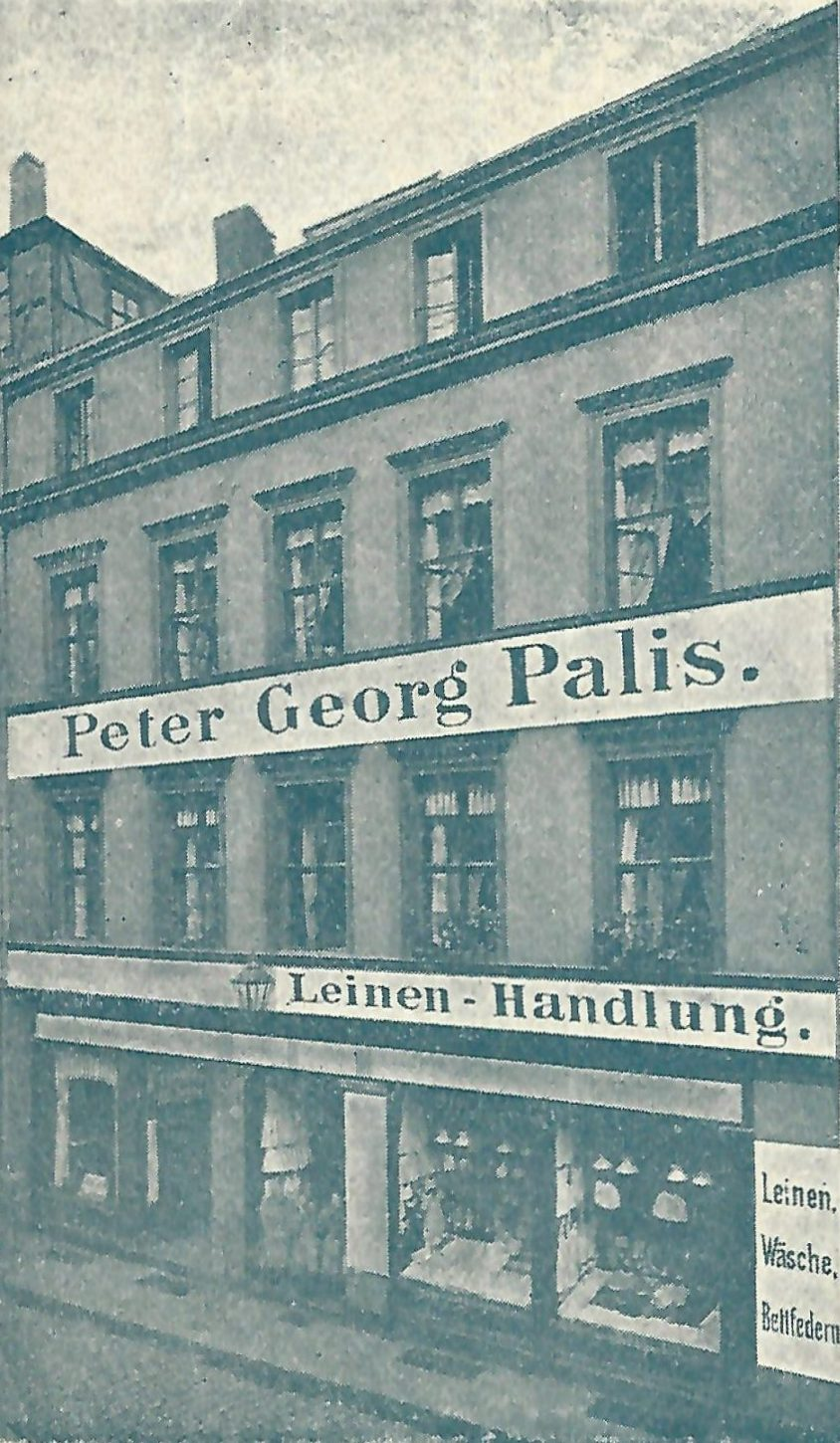
Geschäftshaus im Schwibbogen 4 in Magdeburg

Peter Georg Palis (P.G.P.) war eine Leinenhandlung und Wäschefabrik in der Otto-von-Guericke-Straße 98 (vormals Kaiserstraße) in Magdeburg. Zeitweise waren 200 Arbeiter und Angestellte für das führende Unternehmen der Branche in Magdeburg tätig. Die Fortführung der Geschäfte nach dem Zweiten Weltkrieg erfolgte in Frankfurt am Main in der Zeil 82.

## Historie
Peter Georg Palis wurde im Jahre 1760 gegründet und ist damit Deutschlands ältestes Textilgeschäft. Bis 1875 befand sich das Geschäft im Schwibbogen 4 in Magdeburg. 1902 übernahm Curt Ramdohr, der von 1931 bis 1933 auch Präsident der Industrie- und Handelskammer Magdeburg war, die Firmenleitung, 1934 stieg sein Sohn Günther Ramdohr auf sein Bitten hin in die Geschäftsführung ein. Das Geschäftshaus in Magdeburg wurde beim Luftangriff am 16. Januar 1945 in Folge des Zweiten Weltkrieges zerstört, einige Wochen später starb Curt Ramdohr. Günther Ramdohr führte die Geschäfte schließlich ab 1948 in Frankfurt am Main fort, bis er das Unternehmen 1972 schließlich auflöste.